# Ciclisme als Jocs Olímpics d'estiu de 1906
Als Jocs Olímpics d'Estiu de 1906 a Atenes es disputaren sis proves de ciclisme masculines. Actualment anomenats Jocs Intercalats, avui dia no són considerats oficials pel Comitè Olímpic Internacional.

## Resum de medalles

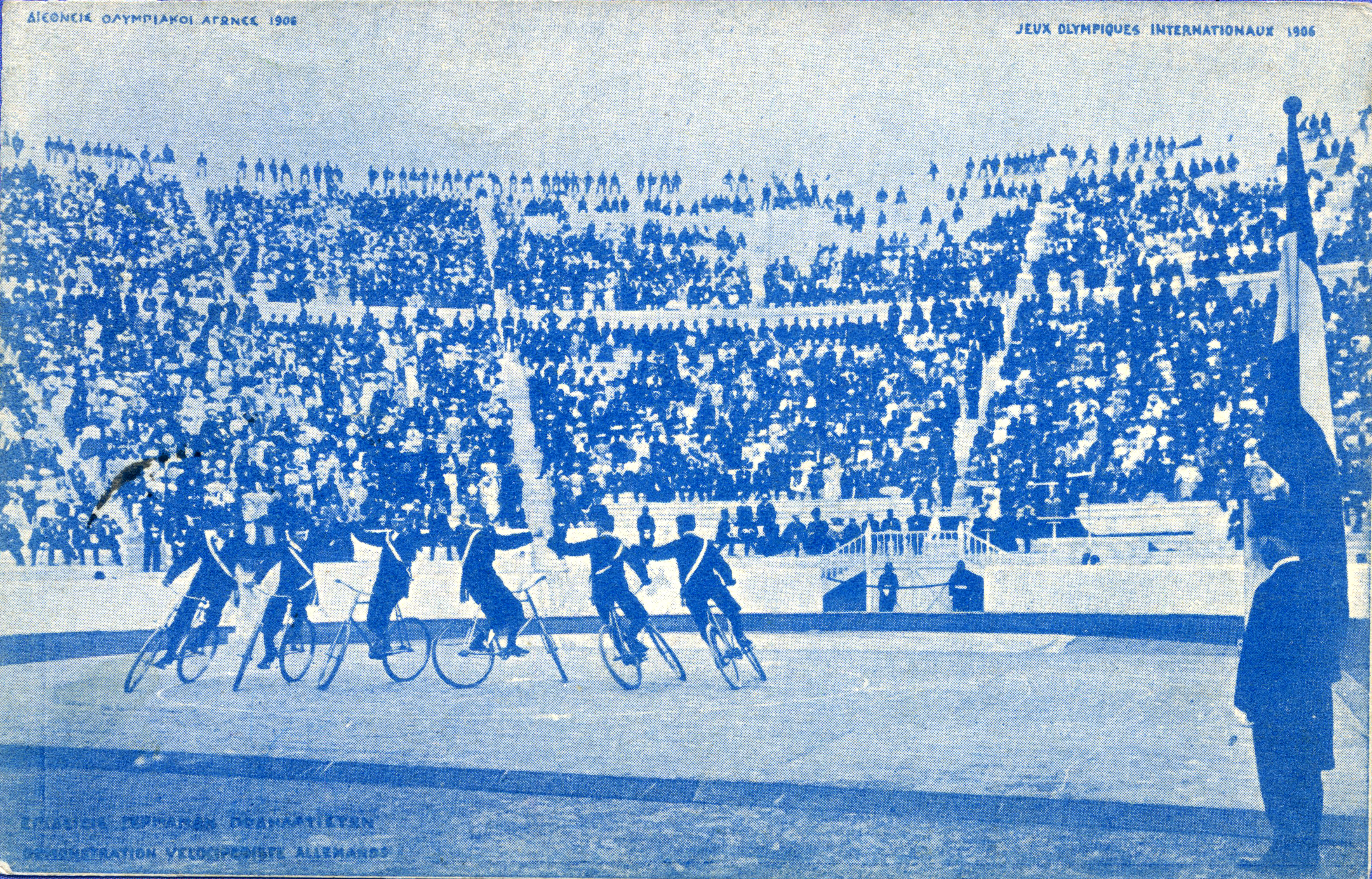
Demostració dels ciclistes alemanys.

| Prova          | Or                                         | Argent                          | Bronze                                |
| Prova en ruta  | Fernand Vast                               | Maurice Bardonneau              | Edmond Luguet                         |
| Esprint        | Francesco Verri                            | Herbert Bouffler                | Eugène Doubougnie                     |
| Tandem         | Regne UnitJohnnie Matthews · Arthur Rushen | AlemanyaBruno Götze · Max Götze | AlemanyaKarl Arnold · Otto Küpferling |
| Contrarellotge | Francesco Verri                            | Herbert Crowther                | Henri Menjou                          |
| 5 km           | Francesco Verri                            | Herbert Crowther                | Fernand Vast                          |
| 20 km          | William Pett                               | Maurice Bardonneau              | Fernand Vast                          |

## Medaller
| Posició | País       | Or | Argent | Bronze | Total |
| 1       | Itàlia     | 3  | 0      | 0      | 3     |
| 2       | Regne Unit | 2  | 3      | 0      | 5     |
| 3       | França     | 1  | 2      | 4      | 7     |
| 4       | Alemanya   | 0  | 1      | 1      | 2     |
| 5       | Bèlgica    | 0  | 0      | 1      | 1     |